# 1323
| [ Edytuj tabelę ]                          |                                                                           |
| Król Polski                                | - 1320 Władysław I Łokietek 1333                                          |
| Król Albanii                               | - 1301 Filip I 1332                                                       |
| Współksiążęta Andory                       | - 1309 Ramon Trebailla 1326 - 1315 Gaston II 1343                         |
| Król Angkoru                               | - 1307 Idradżajawarman 1327                                               |
| Król Anglii                                | - 1307 Edward II 1327                                                     |
| Król Aragonii i Walencji, hrabia Barcelony | - 1291 Jakub II Sprawiedliwy 1327                                         |
| Margrabia Brandenburgii                    | - 1320 Ludwik 1351                                                        |
| Książę Burgundii                           | - 1315 Eudes IV 1349                                                      |
| Książę Dolnej Bawarii                      | - 1309 Otto IV 1334 - 1309 Henryk XIV Bawarski 1339 - 1312 Henryk XV 1333 |
| Książę Górnej Bawarii                      | - 1294 Ludwik III 1340                                                    |
| Cesarz Bizancjum                           | - 1282 Andronik II Paleolog 1328                                          |
| Car Bułgarii                               | - 1322 Jerzy II Terter 1323 - 1323 Michał III Szyszman 1330               |
| Cesarz Chin                                | - 1321 Yingzong 1323 - 1323 Jinzong 1328                                  |
| Król Cypru                                 | - 1310 Henryk II 1324                                                     |
| Król Czech                                 | - 1310 Jan Luksemburski 1346                                              |
| Król Danii                                 | - 1320 Krzysztof II 1326                                                  |
| Władca Egiptu                              | - 1310 An-Nasir Muhammad 1341                                             |
| Cesarz Etiopii                             | - 1314 Amde Tsyjon I 1344                                                 |
| Król Francji                               | - 1322 Karol IV 1328                                                      |
| Król Gruzji                                | - 1314 Jerzy V Wspaniały 1346                                             |
| Hrabia Holandii                            | - 1304 Wilhelm III 1337                                                   |
| Cesarz Japonii                             | - 1318 Go-Daigo 1339                                                      |
| Kalif                                      | - 1302 Al-Mustakfi I 1340                                                 |
| Król Kastylii i Leónu                      | - 1312 Alfons XI 1350                                                     |
| Patriarcha Konstantynopola                 | - 1323 Izajasz 1334                                                       |
| Władca Korei                               | - 1313 Ch’ungsuk 1330                                                     |
| Wielki książę litewski                     | - 1316 Giedymin 1341                                                      |
| Cesarz Majapahitu                          | - 1309 Dżajanegara 1328                                                   |
| Sułtan Maroka                              | - 1310 Abu Said Usman II 1331                                             |
| Książę Mediolanu                           | - 1322 Galeazzo I 1327                                                    |
| Książę Moskwy                              | - 1303 Jerzy Daniłowicz 1325                                              |
| Król Nawarry                               | - 1322 Karol I 1328                                                       |
| Król Norwegii                              | - 1319 Magnus Eriksson 1355                                               |
| Hrabia Palatynatu                          | - 1317 Adolf Wittelsbach 1327                                             |
| Papież                                     | - 1316 Jan XXII 1334                                                      |
| Król Portugalii                            | - 1279 Dionizy I 1325                                                     |
| Książę Rusi halickiej                      | - 1308 Andrzej II 1323 - 1308 Lew II 1323 - 1323 Jerzy II 1340            |
| Cesarz Rzymski (niemiecki)                 | - 1314 Ludwik IV Bawarski 1347                                            |
| Książę Saksonii                            | - 1298 Rudolf I 1356                                                      |
| Kapitanowie Regenci San Marino             | - 1323 Giovanni di Causetta Giannini Ugolino Fornaro 1323                 |
| Król Serbii                                | - 1321 Stefan Urosz III 1331                                              |
| Król Szkocji                               | - 1306 Robert I 1329                                                      |
| Król Szwecji                               | - 1319 Magnus Eriksson 1363                                               |
| Sułtan Turków                              | - 1299 Osman I 1324                                                       |
| Doża Wenecji                               | - 1312 Giovanni Soranzo 1328                                              |
| Król Węgier                                | - 1308 Karol Robert 1342                                                  |
| Wielki mistrz zakonu krzyżackiego          | - 1311 Karl Bessart von Trier 1324                                        |

Rok 1323 / MCCCXXIII
stulecia: XIII wiek ~
XIV wiek ~
XV wiek

lata: 1313 «
1318 «
1319 «
1320 «
1321 «
1322 «
1323
» 1324
» 1325
» 1326
» 1327
» 1328
» 1333

## Wydarzenia w Polsce
- 9 maja – Namysłów został lennem czeskim.
- na prośbę płockiego księcia Wacława (Wańki) miał miejsce najazd litewski na księstwo dobrzyńskie[1].
- Nadanie praw miejskich Zielonej Górze (data sporna lub przybliżona).

## Wydarzenia na świecie
- 18 lipca – Tomasz z Akwinu został kanonizowany przez papieża Jana XXII.
- 12 sierpnia – podpisany został traktat w Pähkinäsaari, dzielący wschodnią Finlandię pomiędzy Szwecję a Księstwo Nowogrodu.

- Cesarz Ludwik IV Bawarski nadał swemu synowi Marchię Brandenburską. W konsekwencji papież Jan XXII wezwał więc swych stronników, by nie dopuścili do objęcia spadku po Askańczykach przez dom bawarskich Wittelsbachów.

## Zmarli
- 27 września – Elzear z Sabran, francuski hrabia, tercjarz franciszkański, święty katolicki (ur. 1285)
- 1 listopada – Gerward Leszczyc, biskup włocławski (ur. ?)
- data dzienna nieznana :
  - Augustyn Kažotić, biskup Zagrzebia, błogosławiony katolicki (ur. ok. 1260)